# Артурс-Пасс
Артурс-Пасс — национальный парк, расположенный на Южном острове в Новой Зеландии, между регионами Кентербери и Уэст-Кост. В парке живёт множество редких и эндемичных видов растений и животных. По ущелью проходят автомобильная и железная дороги. Парк популярен среди туристов, предпочитающих активный отдых (скалолазание, катание на лыжах, походы и горный велосипед).

## Описание
Южные Альпы появились в результате трения Австралийской и Тихоокеанской литосферных плит, однако местные горы не достигают больших высот из-за водной эрозии. Высочайшая вершина парка — гора Мерчинсон высотой 2400 метров. Местные реки сильно разветвлены благодаря отложениям размываемых горных пород, в основном гравия. Горы сложены из серого песчаника, аргиллита и алевролита. Ледники, устилавшие горы в Ледниковый период, оставили на территории парка ступенчатые долины.
Когда-то росший на склонах лес был уничтожен ледниками, однако после их исчезновения влажные восточные склоны гор снова оказались покрыты серебристым буком; на западных же бук не смог конкурировать с ногоплодниковыми и метросидеросами, поэтому там флора значительно более разнообразна, обильно произрастает подлесок из кустарника камахи и папоротников, распространены мхи и лианы. Выше уровня произрастания кустарников можно встретить кочковатые альпийские луга, поросшие дантониями.
Погода в Артурс-Пасс зачастую непредсказуема, холодно и сыро там бывает даже летом; в конце тёплого летнего дня возможен снегопад. Уровень воды в горных реках может быстро подниматься при дожде, а зимой (с мая по ноябрь) имеется риск схода лавин. Весной и летом северо-западные ветра приносят на восточные склоны дождевую тень, а на западные — дожди и снег.

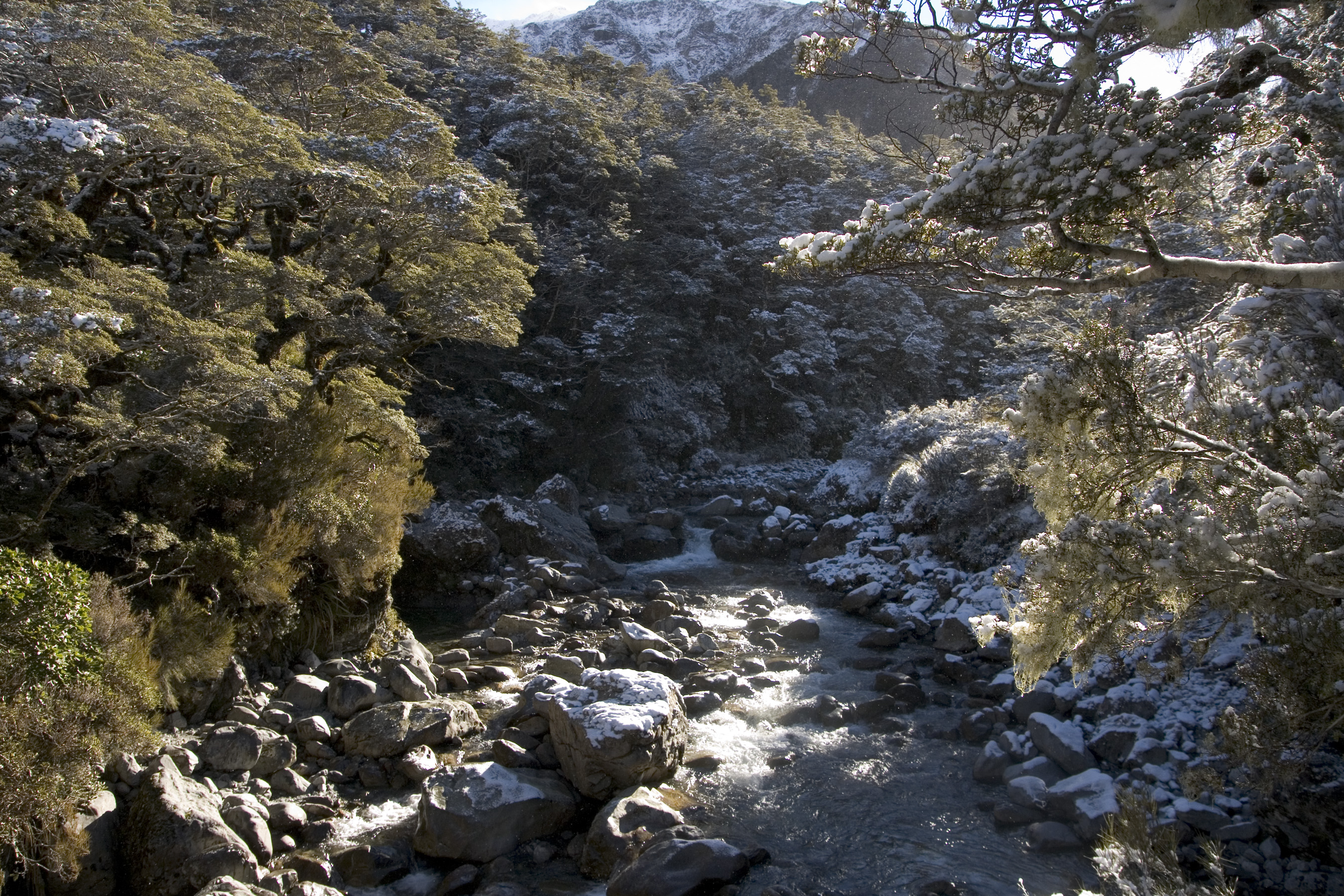
Июнь в парке
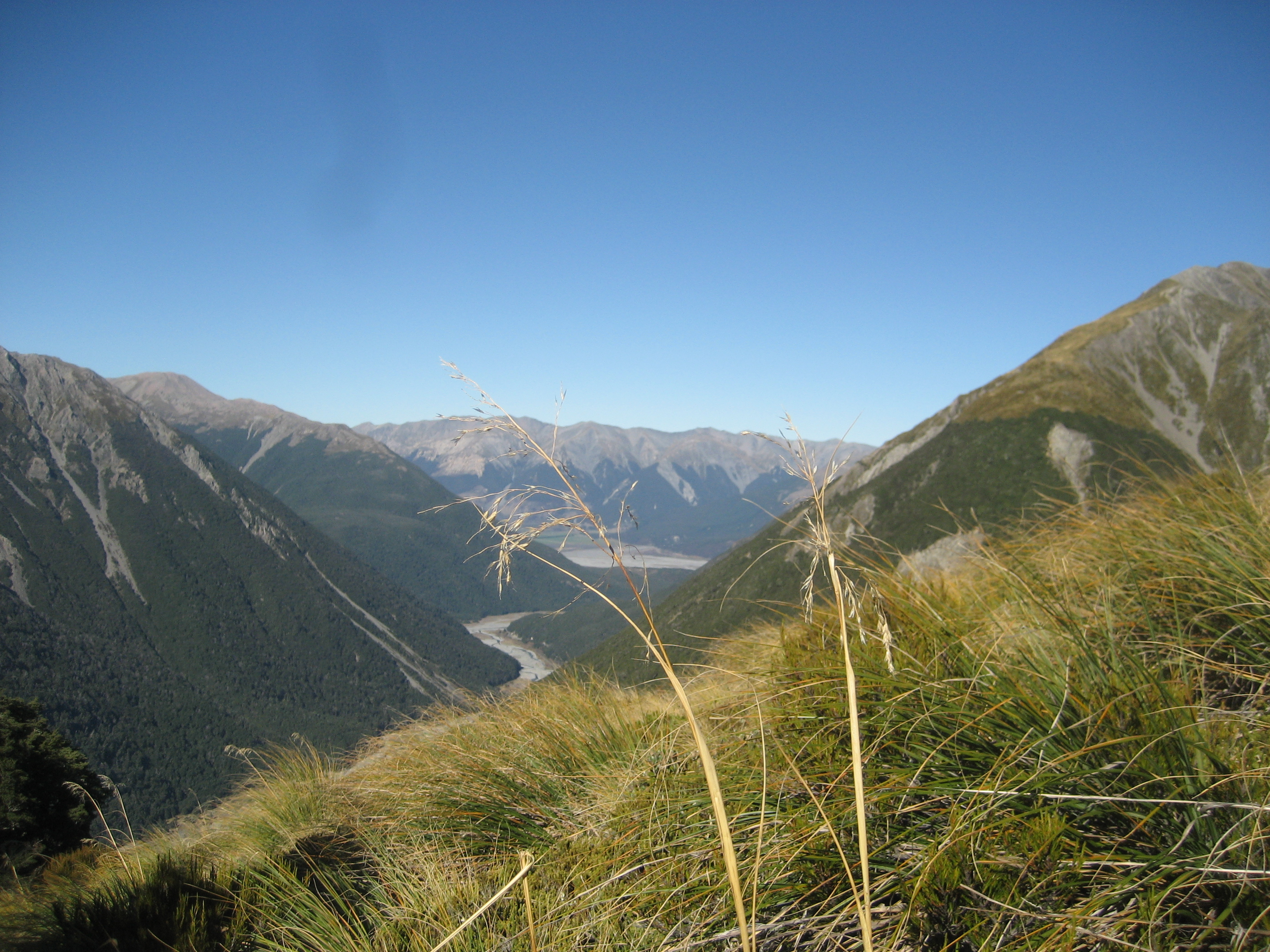
Альпийские луга близ Аваланш-пика[англ.]
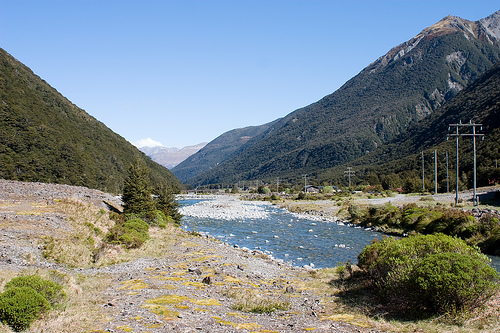
Долина реки Били в декабре 2007 года

### Фауна
В парке проживает множество видов птиц. Пары новозеландских огарей встречаются у высокогорных рек и пастбищ. Вдоль маршрута Скотта водятся охраняемые попугаи кеа, в долине реки Били — большой серый киви и скалистый новозеландский крапивник, на опушке леса можно увидеть макомако, в ущелье Отира встречается серая веерохвостка и синяя утка фио. В разветвлённых рукавах рек Уаимакарири и Пултер гнездятся кривоносый зуёк (с октября по начало января) и чернолобая болотная крачка. Новозеландский сокол встречается у полицейского участка и близ часовни. После заката в лесу близ дорог Раф-крик (англ. Rough Creek Road) и Брейк-хилл (англ. Brake Hill), а также у Клиланд-плейс (англ. Cleland Place) можно увидеть кукушечью иглоногую сову; новозеландский плодоядный голубь живёт в лесу за рекой Тарамакау, австралийская поганка обитает в озёрах Присон и Грасмир. У Тарамакау и на опушках также встречается южный нестор-кака, в долине Хоудон (англ. Hawdon Valley) живёт желтоголовая мохуа, там же водится желтолобый прыгающий попугай и вымирающая оранжеволобая аратинга. Редки в парке пастушок-уэка, новозеландский туи, с ноября по февраль можно увидеть кукушек, встречается священная альциона.
Привезённые в Новую Зеландию европейцами хищники — крысы, хорьки, кошки, поссумы и горностаи, а также растения — люпин и кустарники из колена дроковые — вытесняют и уничтожают исконную флору и фауну, из-за чего с ними борется несколько организаций.

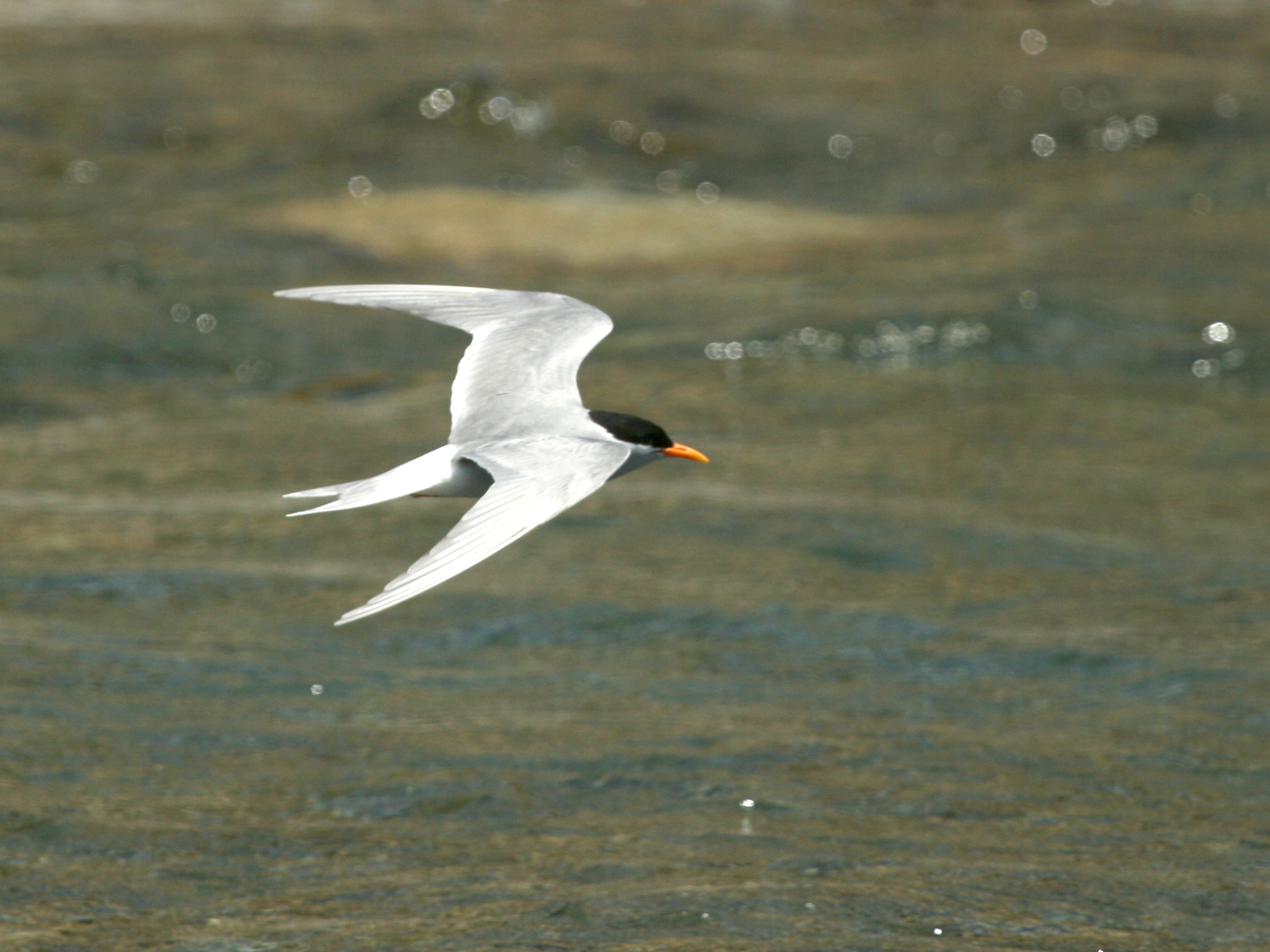
Чернолобая болотная крачка
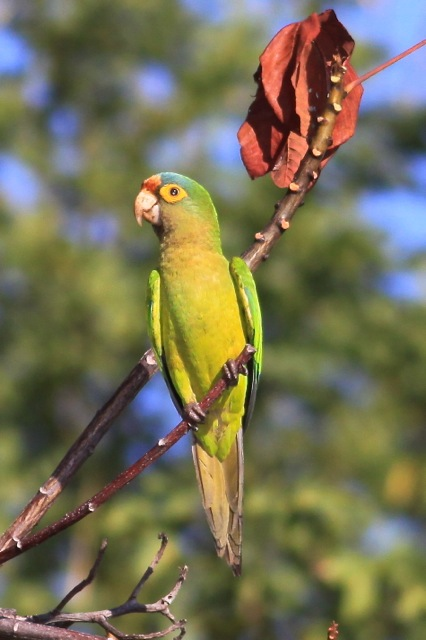
Оранжеволобая аратинга
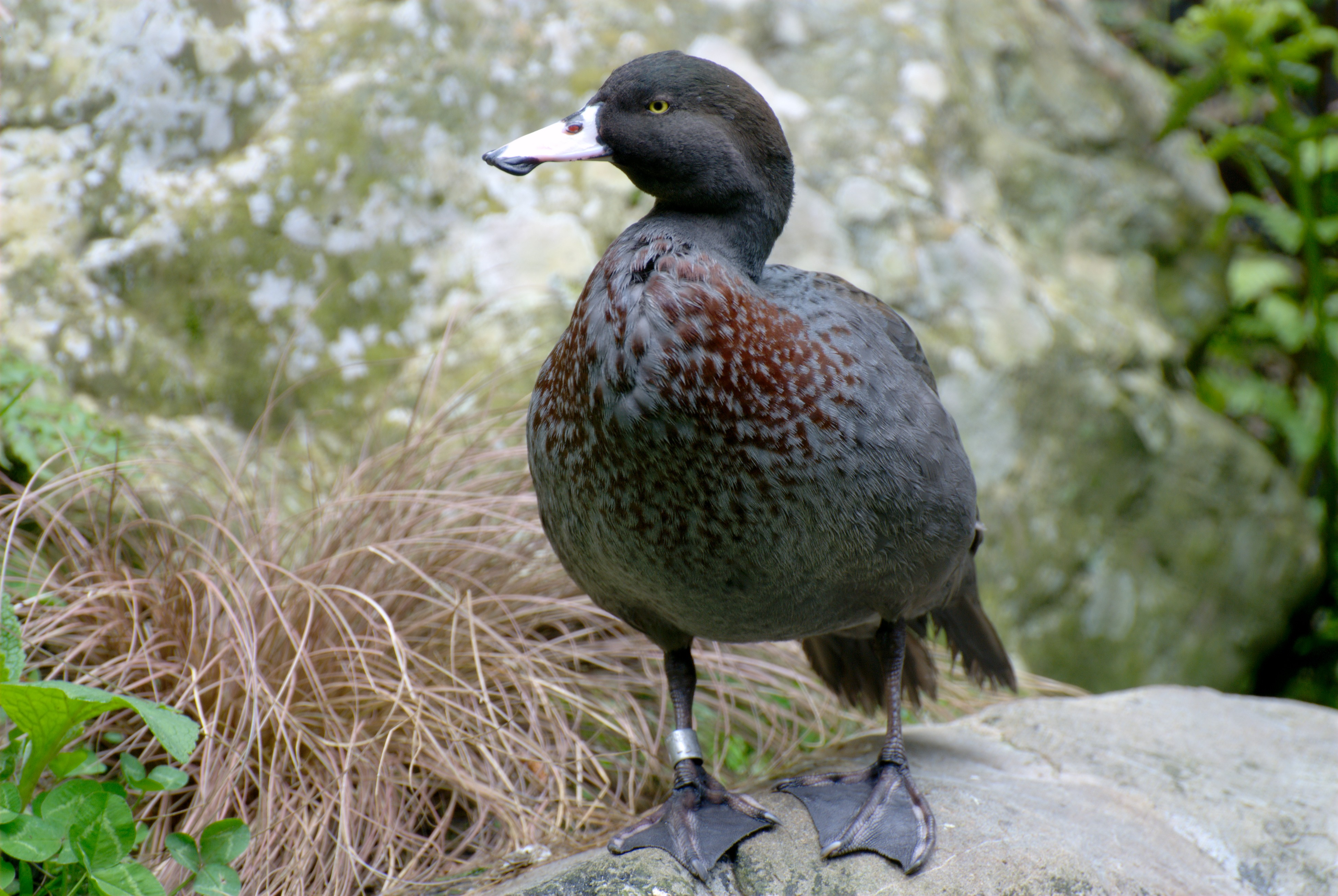
Синяя утка фио

## История

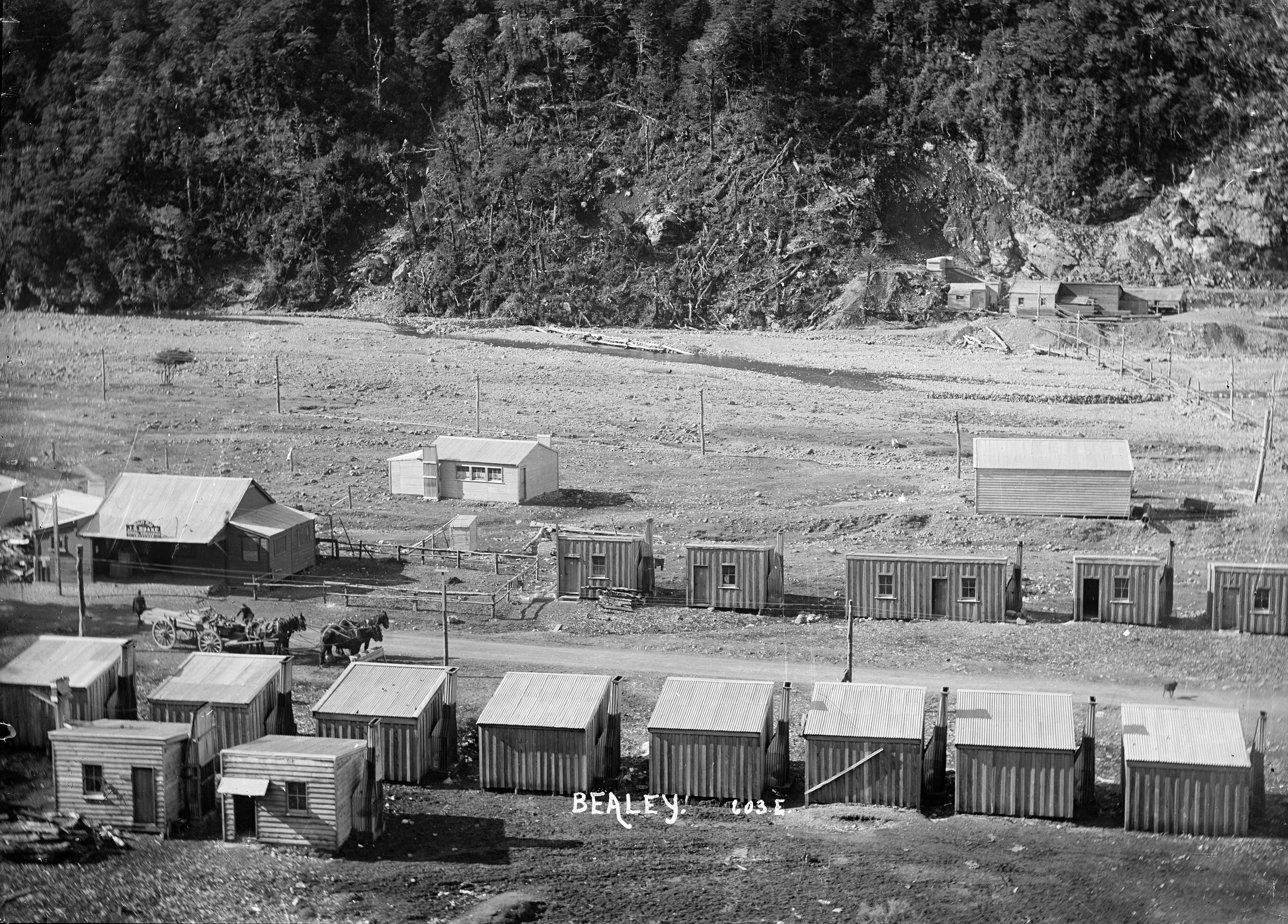
Строительство тоннеля Отира близ реки Били в 1910 году

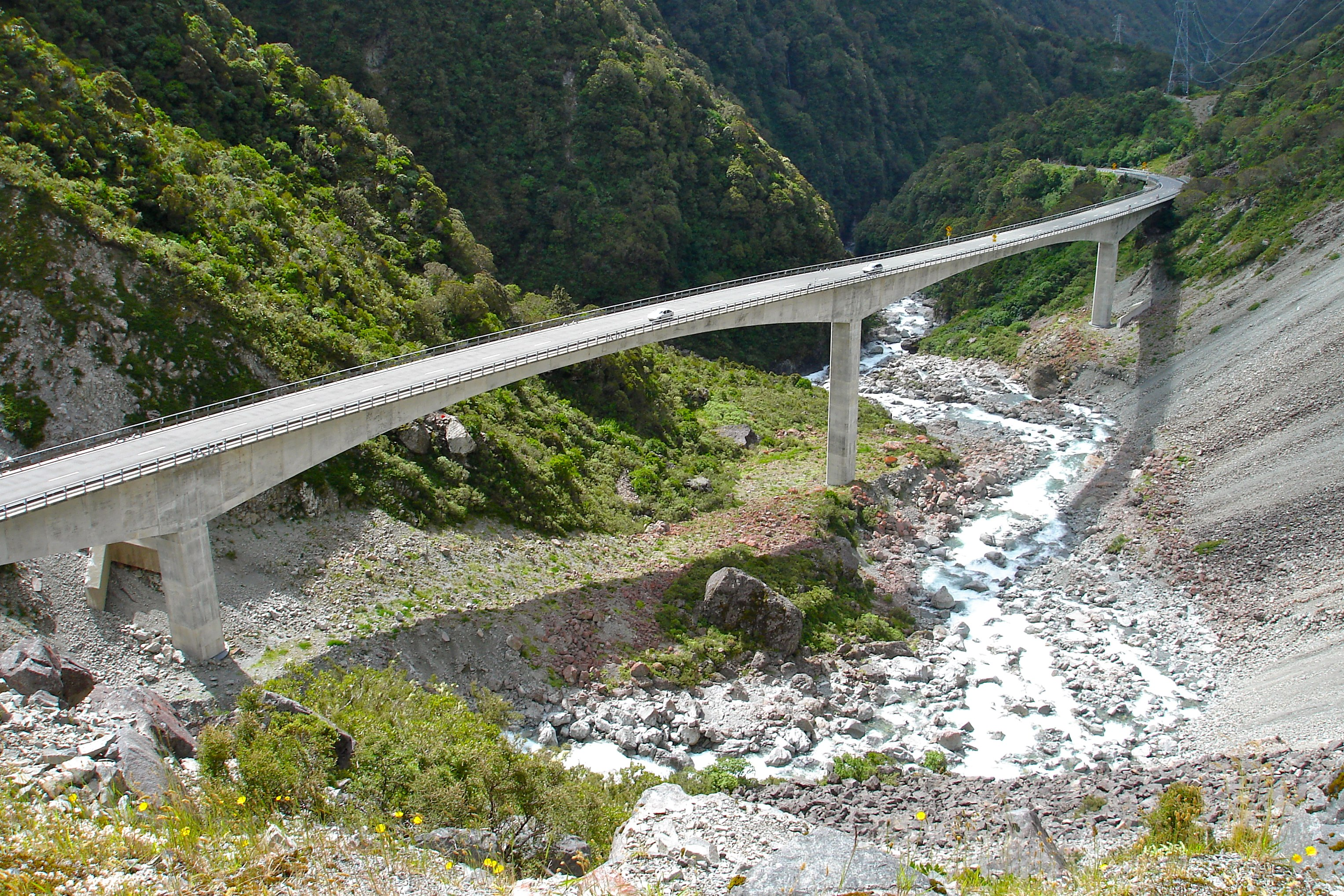
Виадук Отира

Маори из племени Нгаи Таху знали о проходах через Южные Альпы задолго до европейцев: они иногда пользовались Артурс-Пассом для того, чтобы попасть в Уэстленд (Таи-Поутини), богатый зелёным камнем. После заселения европейцами Кентербери и начала золотой лихорадки в Уэст-Косте начались спешные поиски прохода через горы на запад. Государство объявило награду в сто фунтов за обнаружение пути через Альпы, и в 1857 году сын первого англиканского епископа Крайстчерча, Леонард Харпер, прошёл по (уже известному маори) пути, позднее названном его именем. Харпер-пасс оказался неудобен для промышленного использования, и поиски продолжились.
Проход Артурс-Пасс был открыт в марте 1864 года Артуром Дадли Добсоном, действовавшим по совету знакомого маори по имени Тарапухи. В 1886 году с обоих концов было одновременно начато строительство железной дороги, соединяющей берега Южного острова. Пути достигли главного водораздела в 1900 (с востока) и 1915 году (с запада, от Крайстчерча), для их соединения был прорыт 8,5-километровый тоннель.
Движение за создание национальных парков в стране началось в конце XIX века. Закон о земле 1885 года и Закон о защите ландшафта 1903 года придали охраняемый статус нескольким будущим национальным паркам, включая 720 км² в проходе Артурс-Пасс и ущелье Отира. Регулярное движение по железнодорожному тоннелю началось в 1923 году, а в следующем году был открыт ежедневный экскурсионный маршрут, сделавший резерват более популярным у новозеландцев. Альпинисты из основанного в 1925 году Кентерберийского альпинистского клуба создали немало карт этой местности в течение следующих лет. Резерват получил статус национального парка в 1929 году, и тогда же произошло несколько землетрясений магнитудой от 7,8 до 7,1, которые вызвали сход оползней по всему парку и привели к 33 человеческим жертвам. В 1937 году проход был электрифицирован.
В самом конце XX века на территории Артурс-Пасс было возведено ещё одно инженерное сооружение — виадук Отира, открытый в 1999 году.
В парке находится деревня, возникшая в 1865 году как лагерь строителей железной дороги и тоннеля Отира. Дома, построенные рабочими, до сих пор используются как коттеджи для туристов. В деревне расположен туристический центр.

## Туризм

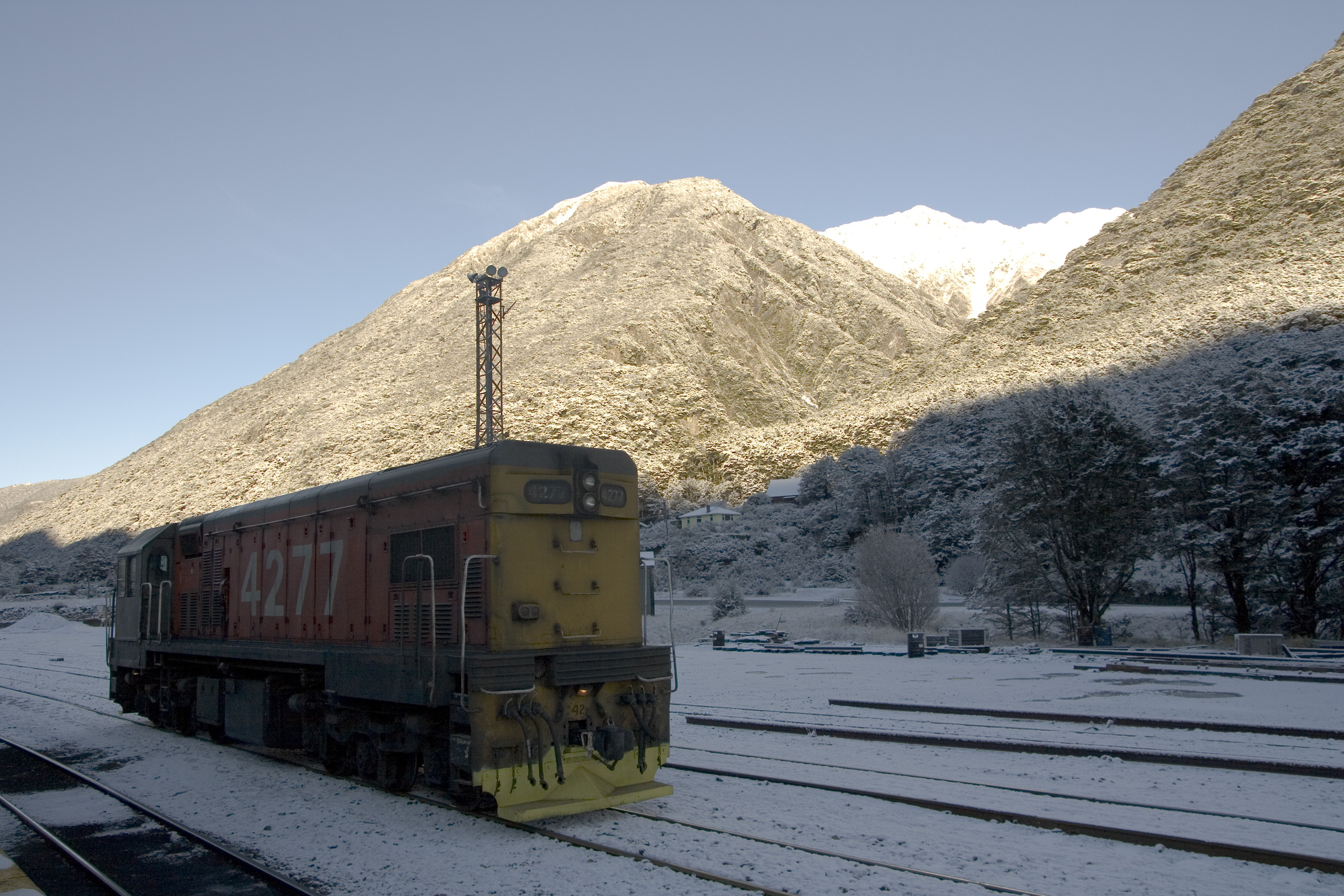
Железная дорога в парке

Попасть в парк можно по государственному шоссе номер 73 — оно проходит по территории парка. Дорога от Греймута на машине занимает час, от Крайстчерча — два. От Греймута, Крайстчерча и Хокитики в парк идут автобусные маршруты, туристический поезд TranzAlpine делает здесь остановку.
Посещать парк можно круглый год. В Артурс-Пасс построено несколько коттеджей, как платных, так и бесплатных, в них можно остановиться на ночь или переждать непогоду. Департамент консервации рекомендует выбирать время года для посещения в соответствии с желаемыми видами отдыха: весной (с сентября по ноябрь) в парке тихо, до февраля продолжается летний туристический сезон, осенью (до мая) наиболее популярна охота на оленей и рыбалка, а зимой туристов-лыжников и альпинистов ожидают снежные склоны.
В парке проложено 13 пешеходных дорожек низкого уровня сложности, многие из которых доступны даже для инвалидов и прогулок с детскими колясками, и четыре более продолжительных пешеходных маршрута средней и высокой сложности. Имеется пять пригодных для катания на лыжах и сноуборде трасс, множество доступных для скалолазания вершин, одна трасса для катания на горном велосипеде.